# Ryu Han-bi
Ryu Han-bi (en hangul, 류한비; nacida el 13 de febrero de 2004) es una actriz surcoreana.

## Carrera
Aunque nació en Seúl, Ryu Han-bi pasó la mayor parte de su infancia fuera de Corea del Sur debido al trabajo de su padre, y solo regresó a su país cuando tenía ya diez años. Debutó como modelo de publicidad para la Organización de Turismo de Corea en 2014; en 2015 interpretó un papel completo como actriz infantil en la serie The Scholar Who Walks the Night. A continuación tuvo una presencia creciente en pantalla, en series como Entourage, Argon y Come and Hug Me. Su actuación en esta última le valió su primer premio, el de Mejor actriz infantil en los Premios MBC de 2018.
Su primer papel importante en cine fue el de Min-jeong en Cheer Up, Mr. Lee (2019), la hija adolescente y problemática de uno de los protagonistas, Young-soo (Park Hae-jun).
En 2023 se especuló en medios periodísticos con la posibilidad de que estuviera preparándose para ídolo y se uniera a algún grupo de chicas; primero surgió el nombre de New Jeans y después Le Sserafim. No fue así en ningún caso, y con ocasión de su presencia en la serie de Netflix XO, Kitty, del mismo 2023, Han-bi se presentaba como actriz y no como ídolo.

## Filmografía

### Películas
| Año  | Título                | Hangul               | Papel                      | Notas | Ref.        |
| ---- | --------------------- | -------------------- | -------------------------- | ----- | ----------- |
| 2015 | C’est Si Bon          | 쎄시봉               | Sobrina de Geun-tae        |       |             |
| 2015 | The Sound of a Flower | 도리화가             | Niña en el palacio Unhyeon |       |             |
| 2019 | Cheer Up, Mr. Lee     | 힘을 내요, 미스터 리 | Min-jeong                  |       | [ 2 ] [ 4 ] |

### Series de televisión
| Año  | Título                          | Papel                             | Canal        | Notas     | Ref.        |
| ---- | ------------------------------- | --------------------------------- | ------------ | --------- | ----------- |
| 2013 | The Eldest                      | Amiga de Young-sun                | jTBC         |           |             |
| 2015 | House of Bluebird               | Hye-ji                            | KBS          |           |             |
| 2015 | The Scholar Who Walks the Night | Bong-hee                          | MBC          | Cameo     |             |
| 2016 | Local Hero                      | Im Da-bin                         | OCN          |           |             |
| 2016 | Welcome to My Lab 2             | Ju Soha                           |              |           | [ 5 ]       |
| 2016 | Entourage                       | Kim Yoo-bin                       | tvN          |           |             |
| 2017 | The Happy Loner                 | Na Ji-young de joven              | KBS2         |           |             |
| 2017 | Suspicious Partner              | Cha Yoo-jung de joven             | SBS          |           | [ 1 ]       |
| 2017 | Live Up to Your Name            | Choi Yeon-kyung de joven          | tvN          |           |             |
| 2017 | Argon                           | Kim Seo-woo, hija de Kim Baek-jin | tvN, Netflix |           | [ 6 ]       |
| 2018 | Come and Hug Me                 | Han Jae-yi (joven), Gil Nak-won   | MBC          |           | [ 7 ]       |
| 2023 | XO, Kitty                       | Eunice Kang                       | Netflix      | Serie web | [ 8 ] [ 9 ] |
| 2025 | XO, Kitty                       | Eunice Kang                       | Netflix      | Serie web | [ 8 ] [ 9 ] |

## Premios y nominaciones
| Año  | Premios          | Categoría             | Papel           | Resultado | Ref.          |
| ---- | ---------------- | --------------------- | --------------- | --------- | ------------- |
| 2018 | MBC Drama Awards | Mejor actriz infantil | Come and Hug Me | Ganadora  | [ 10 ] [ 11 ] |